# League Cup 1989/90
Der League Cup 1989/90 war die 30. Austragung des seit 1960 existierenden englischen League Cup.
Der Wettbewerb startete am 21. August 1989 mit der Ersten Runde und endete am 29. April 1990 mit dem Finale in Wembley. Der Titel ging an den Titelverteidiger Nottingham Forest durch ein 1:0 im Finale über den Zweitligisten Oldham Athletic. Nottingham gewann den Ligapokal damit zum vierten Mal nach 1978, 1979 und 1989. Dies war zuvor lediglich dem FC Liverpool gelungen (1981–1984).

## Erste Runde
|                         | Gesamt |                   | Hinspiel | Rückspiel |
| ----------------------- | ------ | ----------------- | -------- | --------- |
| Birmingham City         | 3:2    | FC Chesterfield   | 2:1      | 1:1       |
| FC Blackpool            | 3:2    | FC Burnley        | 2:2      | 1:0       |
| Brighton & Hove Albion  | 1:4    | FC Brentford      | 0:3      | 1:1       |
| Bristol City            | 4:5    | FC Reading        | 2:3      | 2:2       |
| Bristol Rovers          | 1:2    | FC Portsmouth     | 1:0      | 0:2       |
| Cambridge United        | 4:1    | Maidstone United  | 3:1      | 1:0       |
| Cardiff City            | 2:3    | Plymouth Argyle   | 0:3      | 2:0       |
| Colchester United       | 4:6    | Southend United   | 3:4      | 1:2       |
| Crewe Alexandra         | 6:0    | Chester City      | 4:0      | 2:0       |
| Exeter City             | 4:1    | Swansea City      | 3:0      | 1:1       |
| FC Fulham               | 5:4    | Oxford United     | 0:1      | 5:3       |
| FC Gillingham           | 1:7    | Leyton Orient     | 1:4      | 0:3       |
| Halifax Town            | 3:2    | Carlisle United   | 3:1      | 0:1       |
| Hartlepool United       | 4:7    | York City         | 3:3      | 1:4       |
| Huddersfield Town       | 3:2    | Doncaster Rovers  | 1:1      | 2:1       |
| Hull City               | 1:2    | Grimsby Town      | 1:0      | 0:2 n. V. |
| Mansfield Town          | 3:0    | Northampton Town  | 1:0      | 2:0       |
| Peterborough United     | 4:6    | Aldershot Town    | 2:0      | 2:6 n. V. |
| Preston North End       | 4:7    | Tranmere Rovers   | 3:4      | 1:3       |
| AFC Rochdale            | 3:6    | Bolton Wanderers  | 2:1      | 1:5       |
| FC Scarborough          | 3:1    | Scunthorpe United | 2:0      | 1:1       |
| Sheffield United        | 1:2    | Rotherham United  | 1:1      | 0:1       |
| Shrewsbury Town         | 4:3    | Notts County      | 3:0      | 1:3       |
| Stockport County        | 2:1    | FC Bury           | 1:0      | 1:1       |
| Torquay United          | 0:4    | Hereford United   | 0:1      | 0:3       |
| FC Walsall              | 1:3    | FC Port Vale      | 1:2      | 0:1       |
| Wolverhampton Wanderers | 3:0    | Lincoln City F.C. | 1:0      | 2:0       |
| FC Wrexham              | 0:5    | Wigan Athletic    | 0:0      | 0:5       |

## Zweite Runde
|                      | Gesamt          |                         | Hinspiel | Rückspiel |
| -------------------- | --------------- | ----------------------- | -------- | --------- |
| FC Arsenal           | 8:1             | Plymouth Argyle         | 2:0      | 6:1       |
| Aston Villa          | 3:2             | Wolverhampton Wanderers | 2:1      | 1:1       |
| FC Barnsley          | 2:2 (4:5 i. E.) | FC Blackpool            | 1:1      | 1:1       |
| Birmingham City      | 2:3             | West Ham United         | 1:2      | 1:1       |
| Bolton Wanderers     | 3:2             | FC Watford              | 2:1      | 1:1       |
| FC Brentford         | 3:5             | Manchester City         | 2:1      | 1:4       |
| Cambridge United     | 2:6             | Derby County            | 2:1      | 0:5       |
| Charlton Athletic    | 4:1             | Hereford United         | 3:1      | 1:0       |
| FC Chelsea           | 3:4             | FC Scarborough          | 1:1      | 2:3       |
| Crewe Alexandra      | 0:1             | AFC Bournemouth         | 0:1      | 0:0       |
| Crystal Palace       | 4:4(a)          | Leicester City          | 1:2      | 3:2 n. V. |
| Exeter City          | 4:2             | Blackburn Rovers        | 3:0      | 1:2       |
| Grimsby Town         | 3:4             | Coventry City           | 3:1      | 0:3       |
| Ipswich Town         | 0:2             | Tranmere Rovers         | 0:1      | 0:1       |
| Leyton Orient        | 2:4             | FC Everton              | 0:2      | 2:2       |
| FC Liverpool         | 8:2             | Wigan Athletic          | 5:2      | 3:0       |
| Mansfield Town       | 5:11            | Luton Town              | 3:4      | 2:7       |
| FC Middlesbrough     | 5:0             | Halifax Town            | 4:0      | 1:0       |
| Norwich City         | 3:1             | Rotherham United        | 1:1      | 2:0       |
| Nottingham Forest    | 4:4(a)          | Huddersfield Town       | 1:1      | 3:3 n. V. |
| Oldham Athletic      | 4:2             | Leeds United            | 2:1      | 2:1       |
| FC Portsmouth        | 2:3             | Manchester United       | 2:3      | 0:0       |
| FC Port Vale         | 1:5             | FC Wimbledon            | 1:2      | 0:3       |
| Queens Park Rangers  | 2:1             | Stockport County        | 2:1      | 0:0       |
| FC Reading           | 3:5             | Newcastle United        | 3:1      | 0:4       |
| Sheffield Wednesday  | 8:0             | Aldershot Town          | 0:0      | 8:0       |
| Shrewsbury Town      | 1:6             | Swindon Town            | 0:3      | 1:3       |
| Stoke City           | 1:2             | FC Millwall             | 1:0      | 0:2       |
| FC Sunderland        | 4:1             | FC Millwall             | 1:1      | 3:0       |
| Tottenham Hotspur    | 3:3(a)          | Southend United         | 1:0      | 2:3 n. V. |
| West Bromwich Albion | 6:6(a)          | Bradford City           | 1:3      | 5:3 n. V. |
| York City            | 0:3             | FC Southampton          | 0:1      | 0:2       |

## Dritte Runde
|                     | Ergebnis |                      |
| ------------------- | -------- | -------------------- |
| FC Arsenal          | 1:0      | FC Liverpool         |
| Aston Villa         | 0:0      | West Ham United      |
| Crystal Palace      | 0:0      | Nottingham Forest    |
| Derby County        | 2:1      | Sheffield Wednesday  |
| FC Everton          | 3:0      | Luton Town           |
| Exeter City         | 3:0      | FC Blackpool         |
| Manchester City     | 3:1      | Norwich City         |
| Manchester United   | 0:3      | Tottenham Hotspur    |
| FC Middlesbrough    | 1:1      | FC Wimbledon         |
| Newcastle United    | 0:1      | West Bromwich Albion |
| Oldham Athletic     | 7:0      | FC Scarborough       |
| Queens Park Rangers | 1:2      | Coventry City        |
| FC Southampton      | 1:0      | Charlton Athletic    |
| FC Sunderland       | 1:1      | AFC Bournemouth      |
| Swindon Town        | 3:3      | Bolton Wanderers     |
| Tranmere Rovers     | 3:2      | FC Millwall          |

### Wiederholungsspiele
|                   | Ergebnis  |                  |
| ----------------- | --------- | ---------------- |
| West Ham United   | 1:0       | Aston Villa      |
| Nottingham Forest | 5:0       | Crystal Palace   |
| FC Wimbledon      | 1:0       | FC Middlesbrough |
| AFC Bournemouth   | 0:1       | FC Sunderland    |
| Bolton Wanderers  | 1:1 n. V. | Swindon Town     |

### 2. Wiederholungsspiel
|                  | Ergebnis  |              |
| ---------------- | --------- | ------------ |
| Bolton Wanderers | 1:1 n. V. | Swindon Town |

### 3. Wiederholungsspiel
|              | Ergebnis  |                  |
| ------------ | --------- | ---------------- |
| Swindon Town | 2:1 n. V. | Bolton Wanderers |

## Vierte Runde
|                   | Ergebnis |                      |
| ----------------- | -------- | -------------------- |
| Derby County      | 2:0      | West Bromwich Albion |
| Exeter City       | 2:2      | FC Sunderland        |
| Manchester City   | 0:1      | Coventry City        |
| Nottingham Forest | 1:0      | FC Everton           |
| Oldham Athletic   | 3:1      | FC Arsenal           |
| Swindon Town      | 0:0      | FC Southampton       |
| Tranmere Rovers   | 2:2      | Tottenham Hotspur    |
| West Ham United   | 1:0      | FC Wimbledon         |

### Wiederholungsspiele
|                   | Ergebnis  |                 |
| ----------------- | --------- | --------------- |
| FC Sunderland     | 5:2       | Exeter City     |
| FC Southampton    | 4:2 n. V. | Swindon Town    |
| Tottenham Hotspur | 4:0       | Tranmere Rovers |

## Fünfte Runde
|                   | Ergebnis |                   |
| ----------------- | -------- | ----------------- |
| Nottingham Forest | 2:2      | Tottenham Hotspur |
| FC Southampton    | 2:2      | Oldham Athletic   |
| FC Sunderland     | 0:0      | Coventry City     |
| West Ham United   | 1:1      | Derby County      |

### Wiederholungsspiele
|                   | Ergebnis  |                   |
| ----------------- | --------- | ----------------- |
| Tottenham Hotspur | 2:3       | Nottingham Forest |
| Oldham Athletic   | 2:0       | FC Southampton    |
| Coventry City     | 5:0       | FC Sunderland     |
| Derby County      | 0:0 n. V. | West Ham United   |

### 2. Wiederholungsspiel
|                 | Ergebnis |              |
| --------------- | -------- | ------------ |
| West Ham United | 2:1      | Derby County |

## Halbfinale
|                   | Gesamt |                 | Hinspiel | Rückspiel |
| ----------------- | ------ | --------------- | -------- | --------- |
| Nottingham Forest | 2:1    | Coventry City   | 2:1      | 0:0       |
| Oldham Athletic   | 6:3    | West Ham United | 6:0      | 0:3       |

## Finale
| Nottingham Forest                           | Nottingham Forest | Oldham Athletic | Oldham Athletic |
| ------------------------------------------- | --- | --- | --------------- |
| Nottingham Forest                           | \| Sonntag, 29. April 1990 in London (Wembley) \| \| Ergebnis: 1:0 (0:0) \| \| Zuschauer: 74.343 \| \| Schiedsrichter: John Martin \|                                            | \| Sonntag, 29. April 1990 in London (Wembley) \| \| Ergebnis: 1:0 (0:0) \| \| Zuschauer: 74.343 \| \| Schiedsrichter: John Martin \|                                                           | Oldham Athletic |
| Nottingham Forest                           | Steve Sutton – Brian Laws, Stuart Pearce , Des Walker, Steve Chettle – Steve Hodge, Gary Crosby, Franz Carr, Garry Parker – Nigel Clough, Nigel Jemson Cheftrainer: Brian Clough | Andy Rhodes – Denis Irwin, Andy Barlow, Earl Barrett, Paul Warhurst – Nick Henry, Neil Adams, Mike Milligan, Rick Holden – Andy Ritchie, Frankie Bunn (46. Roger Palmer) Cheftrainer: Joe Royle | Oldham Athletic |
| Nottingham Forest                           | 1:0 Nigel Jemson (47.) | | Oldham Athletic |
| Nottingham Forest                           | Spieler des Spiels: Des Walker | | Oldham Athletic |
| Sonntag, 29. April 1990 in London (Wembley) | | |                 |
| Ergebnis: 1:0 (0:0)                         | | |                 |
| Zuschauer: 74.343                           | | |                 |
| Schiedsrichter: John Martin                 | | |                 |